# Premiér Francie
Předseda vlády Francie (oficiálně francouzsky: Premier ministre de la République française) je hlava vlády Francouzské republiky. Sídlí v Hôtel Matignon v Paříži.
Předseda vlády je ve francouzském poloprezidentském systému druhým nejvyšším úřadem po francouzském prezidentovi. Prezident předsedu vlády jmenuje, ale nemůže odvolat, může jen požádat o jeho rezignaci. Premiéra, i celou vládu, může odvolat Národní shromáždění (dolní komora francouzského parlamentu). Předseda vlády při jmenování navrhne prezidentovi seznam ministrů. Premiér rozhoduje o rozpočtu. Poměr toho, co rozhoduje předseda vlády a co prezident, často závisí na tom, zda jsou ze stejné politické strany. Pokud ano, prezident může působit jako faktická hlava vlády, zatímco předseda vlády je jeho zástupcem. V opačném případě dává ústavní konvence premiérovi primát ve vnitřních záležitostech, zatímco prezident dominuje v zahraničních záležitostech.
Prezident si teoreticky může na post premiéra vybrat, koho chce. V praxi, protože Národní shromáždění má pravomoc vynutit si demisi vlády přijetím návrhu na vyslovení nedůvěry, musí volba předsedy vlády odrážet vůli většiny v Národním shromáždění. Proto například bezprostředně po parlamentních volbách v roce 1986 musel prezident François Mitterrand jmenovat Jacquese Chiraca předsedou vlády, ačkoli Chirac byl členem Sdružení pro republiku, a tudíž politickým oponentem Mitterranda. Mitterrandova Socialistická strana byla sice největší stranou v Národním shromáždění, neměla ale většinu, kterou si dohodla Chiracova strana s Unií pro francouzskou demokracii. Je pravdou, že jmenovaný premiér nemusí v Národním shromáždění žádat o vyslovení důvěry, ale zvyklost je taková, že to udělá. Taková situace, kdy je prezident nucen spolupracovat s premiérem, který je politickým protivníkem, se nazývá kohabitace (soužití). Premiéři jsou obvykle vybíráni z řad poslanců Národního shromáždění, ve vzácných případech prezident vybral neposlance kvůli jeho zkušenostem v byrokracii, v zahraniční službě nebo kvůli jejich úspěchu v obchodu – tak například Dominique de Villepin (předseda vlády v letech 2005 až 2007) nikdy nezastával volený úřad.
Premiér je jediným členem vlády, který je oprávněn předkládat legislativu v parlamentu. V minulosti mělo Národní shromáždění značné možnosti, jak premiéra a vládu sesadit, to změnila ústava z roku 1958, která založila tzv. pátou republiku. Ta pozici premiéra sice oslabila vůči prezidentovi, ale posílila vůči parlamentu, takže během existence páté republiky padl premiér pouze jednou, v roce 1962.